# البحيرات التوأم
البحيرات التوأم هي مجموعة من البحيرات المتصلة في قاعدة المنحدر الجنوبي الشرقي من جبل ماموث، في مونو مقاطعة شرق ولاية كاليفورنيا. وهم في شرق سييرا نيفادا، وضمن انيو الوطنية للغابات.
البحيرات التوأم هي أدنى البحيرات في حوض البحيرات العملاقة. على جانب واحد من البحيرة ومنحدرات الحمم البركانية التي تشكلت من ثوران جبل ماموث. الجانب الآخر من البحيرة تابع لمخيم اينو الوطنية للغابات، وتاماراك لودج من منطقة تزلج جبل ماموث.

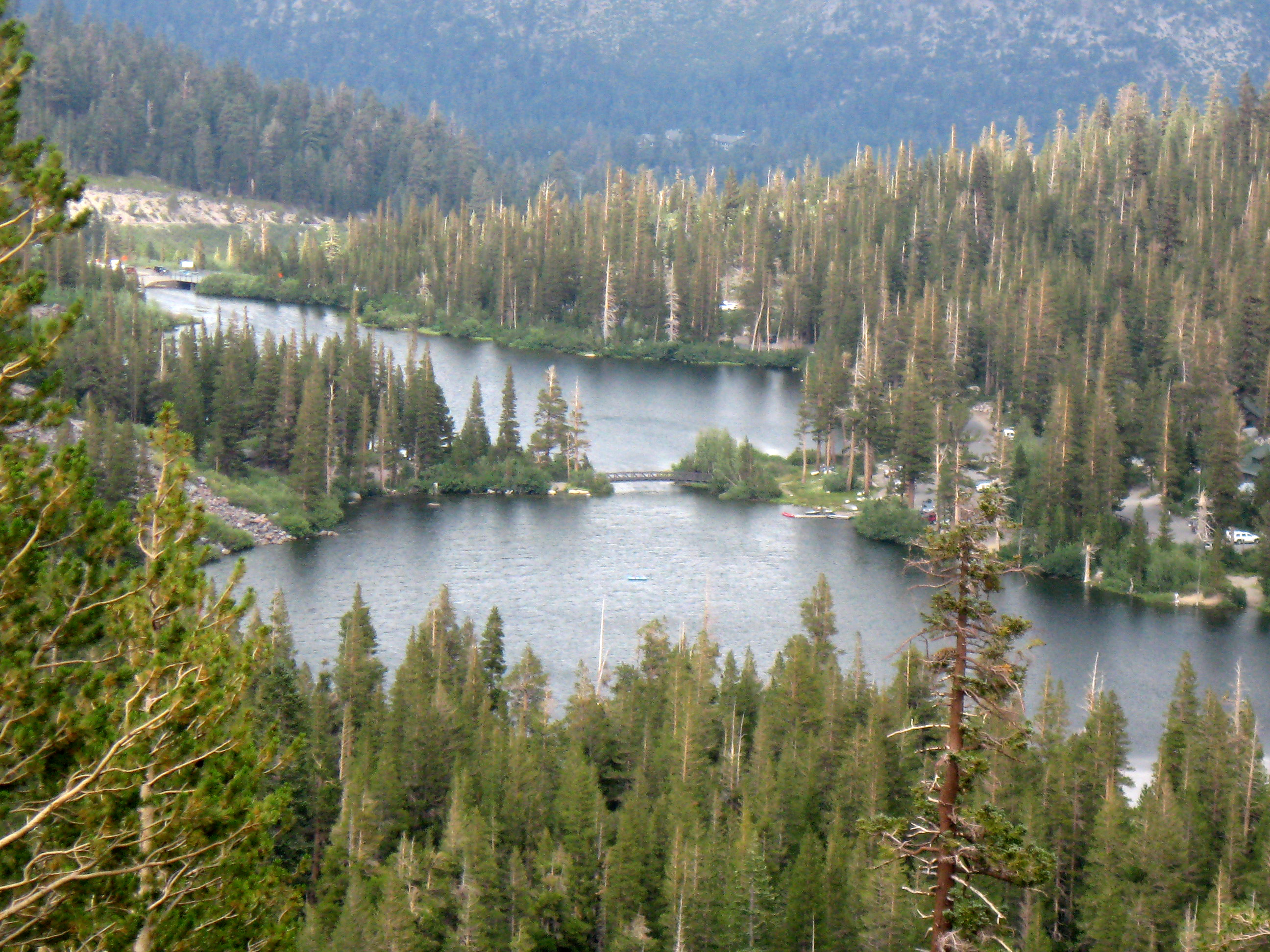
البحيرات التؤام